# The Adventures of Mark Twain (animação)
The Adventures of Mark Twain, lançado no Reino Unido como Comet Quest, é um desenho animado stop motion estadunidense de fantasia de 1985, dirigido por Will Vinton. Ele recebeu um lançamento teatral mais amplo, ainda limitado a sete grandes cidades em maio de 1985. Foi lançado em DVD em janeiro de 2006. O filme apresenta uma série de vinhetas extraídas de diversas obras de Mark Twain, construído em torno de um enredo que apresenta as tentativas de Twain de manter seu "compromisso" com o cometa de Halley. Twain e três filhos, Tom Sawyer, Huck Finn e Becky Thatcher, viajam em uma aeronave entre várias aventuras.
O conceito foi inspirado em uma famosa citação pelo autor:
"I came in with Halley's Comet in 1835. It is coming again next year (1910), and I expect to go out with it. It will be the greatest disappointment of my life if I don't go out with Halley's Comet. The Almighty has said, no doubt: 'Now here are these two unaccountable freaks; they came in together, they must go out together.'"
Tradução:

"Eu vim com o cometa Halley em 1835. Ele está chegando novamente no próximo ano (1910), e espero sair com ele. Será a maior decepção da minha vida se eu não sair com o cometa Halley. O Todo-Poderoso disse, não há dúvida: "Agora, aqui estão esses dois malucos irresponsáveis, eles vieram juntos, eles devem sair juntos '".
Twain morreu 21 de abril de 1910, um dia depois de o cometa de Halley atingiu o periélio em 1910.